# Sisobahili I Tanoseo
Sisobahili I Tanoseo is een bestuurslaag in het regentschap Nias van de provincie Noord-Sumatra, Indonesië. Sisobahili I Tanoseo telt 774 inwoners (volkstelling 2010).